# Aina Villalonga Zaydin
Aina Villalonga i Zaydín (Palma, 1883 - Palma, 1961) fou una escriptora mallorquina, coneguda principalment com a autora teatral, tot i que també es dedicà a la novel·la i la poesia i publicà articles en premsa. A més era traductora de l'italià.
Aina Villalonga era filla del tinent coronel d'Infanteria Joan Villalonga Sant-Just i de Josefina Zaydín Caimari. Inicià la seva activitat artística de forma molt precoç escrivint literatura des dels dotze anys i debutant com a cantant als setze (l'activitat com a cantant fou molt passatgera). Segurament, l'inici de l'interès pel món literari tingué relació amb dos parents seus dedicats, també, a les lletres (la poetessa Margalida Caimari, germana de la seva àvia, i un oncle matern). Fou deixebla dels més reconeguts escriptors de l'època. Assistí a les reunions literàries que organitzava Pons i Gallarza (en les quals s'asseia devora Josep M. Quadrado) i tingué, després, a Tomàs Fortesa com a mestre. Fou al seu costat que es consagrà com a autora teatral. Traduí textos des de l'italià i escriví en català i en castellà i, tot i que és recordada, principalment, per la seva dedicació al teatre, també escriví novel·les i poesia i feu col·laboracions a El Correo de Mallorca i La Almudaina amb articles sobre la iconografia dels santcrists de Mallorca. També col·laborà en els setmanaris El Luchador, Verdad y Justicia i Reconquista, i en la revista Cruz de Malta. L'inici de la seva producció teatral foren les obres dramàtiques que estrenà la companyia Catina-Estelrich, companyia que destacà per ser l'exponent més clar d'un moviment d'acció catòlica que comptava amb alguns teatres i autors ideològicament romàntics conservadors, la majoria dels quals eren partidaris del carlisme. L'any 1932 s'ocupà del secretariat de l'Agrupació de Dames Tradicionalistes Las Margaritas, organització femenina dels carlins.
Es casà amb Rafael Morey i Llompart i tingueren tres fills. El 1961, Aina Villalonga morí a Palma a causa d'hipertensió i diabetis.
Durant la seva intensa activitat com a autora teatral escriví una cinquantena d'obres, de les quals una vintena foren estrenades. El seu llegat literari mostra un silenci provocat per la Guerra Civil i els primers anys del franquisme. Els anys cinquanta marcaren la fi del seu auge i caigué en l'oblit teatral.

## Obra
- 1934. Celestina.
- 1934. El rebeinét.
- 1935. Dos diàlegs.
- 1935. Coverbos de dones.
- 1936. Esperant al metge.
- 1937. Cigala juliolera.
- 1947. La Corona comtal.
- 1958. Pinzeladas de antaño. Novela de costumbres mallorquinas. (Novel·la).